# Andrea Hübner
Andrea Hübner (* 17. Februar 1957 in Karl-Marx-Stadt) ist eine ehemalige deutsche Schwimmerin, die für die DDR antrat.

## Werdegang
Den Höhepunkt ihrer Karriere erlebte sie gleich zu Beginn ihrer kurzen Laufbahn, als sie bei den ersten Schwimmweltmeisterschaften 1973 in Belgrad in Weltrekordzeit den Titel über 200 Meter Lagen gewann. Außerdem siegte sie noch mit der 4-mal-100-Meter Freistilstaffel der DDR. Ein Jahr später gewann sie die Silbermedaille bei den Europameisterschaften in Wien über ihre Spezialstrecke. Sie startete für den SC Karl-Marx-Stadt.
Nach nur zwei Jahren auf internationalem Parkett beendete sie im Jahr 1974 ihre Schwimmkarriere. 1974 erhielt sie den Vaterländischen Verdienstorden in Bronze.
Heute arbeitet Andrea Hübner als Ärztin und lebt in der Nähe von Stuttgart. Sie ist die ältere Schwester des mehrfachen Bahnradweltmeisters Michael Hübner (1959–2024).